# サバイバル・ラリー
「サバイバル・ラリー」（原題 : "The Ghost Monument"）は、イギリスのSFドラマ『ドクター・フー』の第11シリーズ第2話。脚本は番組製作総指揮者兼エグゼクティブ・プロデューサーのクリス・チブナルが、監督はマーク・トンデライが担当し、2018年10月14日に BBC One で初放送された。
前話「新生ドクター、地球に落ちる」ではオープニングがカットされていたため、13代目ドクター期のオープニングは本作が初登場となった。視聴者数は900万人で、批評家の評価は一般に肯定的であった。

## あらすじ
本作ではタイムトラベラーの異星人13代目ドクター（演:ジョディ・ウィテカー）が人間の友人グレアム・オブライエン（演:ブラッドリー・ウォルシュ）とその孫ライアン・シンクレア（演:トシン・コール）とその幼馴染ヤズミン・カーン（演:マンディップ・ギル）と共に遠い砂漠の系外惑星へ偶然飛ばされてしまう。彼らはそこで開催されていた異星人の第12銀河ラリーのファイナルステージに巻き込まれ、ドクターとヤズはファイナリストのエビゾ、ライアンとグレアムは同じくファイナリストのオングストロームに拾われる。4人は彼らの目指すゴール地点がゴースト・モニュメントであること、さらにドクターはゴースト・モニュメントの正体が「戦場と二人のドクター」で失われたターディスであることを知り、地球へ戻るためにターディスを取り戻そうとする。

## 製作

### 配役
2018年7月にショーン・ドゥーリーが第11シリーズに出演することが明かされ、前話「新生ドクター、地球に落ちる」の放送後にスーザン・リンチとアート・マリックが第11シリーズにゲスト出演することが明かされた。

### 撮影
屋外での撮影は南アフリカ共和国で行われ、これは同国での初めての『ドクター・フー』の撮影となった。クリス・チブナルは物語に合わせた明るい環境を求めて撮影地を決めたが、撮影を2018年1月に行わなくてはならないという問題に直面した。3週間以上に及ぶ屋外での撮影の最中、過酷な干ばつが発生し、キャストは2分以内にシャワーを浴びることが出来なくなった。またトシン・コールは撮影中に熱中症になり療養を必要とした。
アート・マリックの演じたイリンをはじめとする屋内でのシーンは、一旦南アフリカでの撮影を完了したキャストがイギリスに戻って主にカーディフの Roath Lock Studios で撮影した。

## 放送と反応
| 専門評論家によるレビュー           | 専門評論家によるレビュー |
| レビュー・スコア                   | レビュー・スコア         |
| 出典                               | 評価                     |
| ---------------------------------- | ------------------------ |
| エンターテインメント・ウィークリー | B+                       |
| デイリー・ミラー                   | [ 7 ]                    |
| IndieWire                          | A-                       |
| ニューヨーク・マガジン             | [ 9 ]                    |
| ラジオ・タイムズ                   | [ 10 ]                   |
| The A.V. Club                      | B-                       |
| インデペンデント                   | [ 12 ]                   |
| TV Fanatic                         | 4.7/5                    |

前話「新生ドクター、地球に落ちる」でカットされていたオープニングは本作で初登場した。
視聴者数は711万人に達し、その週で3番目に高い記録を残した。番組視聴占拠率は33.4%であった。タイムシフト視聴者を加えた合計の視聴者数は900万人で、Audience Appreciation Index は82であった。
アメリカ合衆国ではBBCアメリカで放送され、当夜の視聴者数は112万人に上った。日本では2019年2月15日からHuluで字幕版・吹替版共に配信が開始された。